# Toeolesulusulu Cedric Schuster

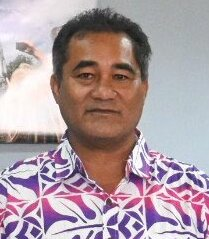
Toeolesulusulu Cedric Schuster 2023.

Toeolesulusulu Cedric Schuster ist ein samoanischer Umweltaktivist, Politiker und Kabinettsminister. Er ist Mitglied der Faʻatuatua i le Atua Samoa ua Tasi (FAST-Party).

## Leben
Schuster stammt aus dem Dorf Satapuala. Er studierte an der University of Victoria und der Brandeis University in den Vereinigten Staaten. Er arbeitete früher für den WWF (World Wide Fund for Nature), für die Abteilung für Umwelt und Naturschutz der samoanischen Regierung, für die NGO Seacology und als Umweltberater. Schuster ist der Cousin von Lefau Harry Schuster und der Vater des Schwimmers Brandon Schuster.

### Politische Karriere
Schuster wurde bei den samoanischen Parlamentswahlen 2011 als Kandidat der Tautua Samoa Party in die gesetzgebende Versammlung (Fono) gewählt. Im August 2012 nahm er an einer Straßenblockade in seinem Heimatdorf Satapuala teil, bei welcher der Zugang zu dem von dem Dorf beanspruchten Land blockiert werden sollte. In der Folge wurde er wegen ungesetzlicher Versammlung und Behinderung der Justiz angeklagt. Im August 2013 wurde er wegen ungesetzlicher Versammlung, Widerstand gegen die Polizei, Behinderung der Justiz und Verwendung von Schimpfwörtern verurteilt und zu einer Geldstrafe von 635 US-Dollar verurteilt. Er entschuldigte er sich beim Parlament für den Vorfall.
In April 2014 schloss sich Schuster als erster samoanischer Abgeordneter den International Parliamentarians for West Papua an.
Bei den Parlamentswahlen 2016 verlor er seinen Sitz.
Im Oktober 2020 kündigte Schuster an, dass er als Kandidat für die FAST Party in den Wahlen 2021 antrete würde. Er wurde gewählt. Am 24. Mai 2021 wurde er zum Minister of Natural Resources and Environment (Minister für natürliche Ressourcen und Umwelt) im Kabinett von Fiamē Naomi Mataʻafa ernannt. Die Ernennung wurde von der Übergangsregierung angefochten. Am 23. Juli 2021 entschied das Berufungsgericht, dass die Vereidigungszeremonie verfassungsmäßig und bindend sei und dass FAST seit dem 24. Mai die Regierung stelle.
Am 1. Juni 2021 wurde Schuster auf dem Rückweg von der Feier zum ersten Jahrestag von FAST wegen Trunkenheit am Steuer festgenommen. Am 3. Juni gab er sein Amt auf, welches später an Premierministerin Fiamē Naomi Mata’afa übertragen wurde. Am 20. Juli bekannte er sich schuldig in drei Verkehrsdelikten und beantragte eine Entlassung ohne Verurteilung. Am 15. Oktober 2021 wurde er zu einer Geldstrafe von 2.000 Dollar verurteilt und ohne Verurteilung entlassen. Am 20. Oktober 2021 kehrte er als Minister für natürliche Ressourcen, Umwelt und Tourismus ins Kabinett zurück.
Bei einer Kabinettsumbildung am 6. September 2023 gab er das Tourismusressort an Mataʻafa zurück, erhielt dafür jedoch die Verantwortung für die Samoa Trust Estates Corporation und die Samoa Land Corporation.
Im Dezember 2023 war er in Dubai als Vorsitzender der Alliance of Small Island States bei der UN-Klimakonferenz in Dubai 2023 (COP28). Er plädierte für eine stärkere Anerkennung und sagte, dass sie „ihren eigenen Totenschein nicht unterschreiben würden“ („would not sign their own death certificate“). Tatsächlich wurde die COP28-Vereinbarung getroffen, als die Chefunterhändlerin der Allianz der kleinen Inselstaaten, die Samoanerin Anna Rasmussen, nicht im Raum war.